# 国会職員法
国会職員法（こっかいしょくいんほう、昭和22年4月30日法律第85号）は、国会に勤務する職員（国会職員）に関する日本の法律である。
国会の独立性の観点から、一般の国家公務員を規定した国家公務員法とは別に規定した。

## 概要と特色
国会職員法は、日本国憲法の施行に伴い国会が新たに発足するにあたり、国会法で設置が定められた国会の事務方を担当する職員の資格、異動、分限、服務、給与、懲戒等を規定するために第92回帝国議会で制定された。
当時はまだ戦後の国家公務員の人事制度を定めた国家公務員法が制定される以前で、帝国議会における衆議院・貴族院両院の事務局の職員は、天皇の任命大権によって任命される官吏であったので、国会職員法は国会における事務局の職員を官吏の身分から切り離し、国権の最高機関である国会が自立的に人事を行うことが立法の目的であった。その後、1956年12月の国家公務員法改正によって国会職員が特別職として定まったため、国家公務員法の適用を受けない国会職員の人事を規定する法律としての性質を持つことになる。
任用、身分保障、定年、服務、給与、旅費、災害補償、年金、懲戒等の事項に関する規定は、現在は国家公務員法とおおむね同等である。ただ、国家公務員法の定める中央人事機関である人事院に相当するものは国会には設けなかったので、任用の基準や給与の額、服務や勤務時間等については、国会に属する各機関の本属長や各議院の議長の決定に委任しており、また分限や懲戒に関する事項の審査は各機関にそれぞれ置かれる国会職員考査委員会が行うとしている。

## 構成
- 第一章　総則（第1条）
- 第二章　任用（第2条―第4条）
- 第三章　異動および在職年数（第5条―第7条）
- 第四章　分限および保障（第8条―第16条）
- 第五章　服務等（第17条―第24条の3）
- 第六章　給与、旅費、災害補償および年金等（第25条―第27条の2）
- 第七章　懲戒（第28条―第32条）
- 第八章　国会職員考査委員会（第33条―第40条）
- 第九章　国際機関等への派遣（第41条―第44条）
- 第十章　補則（第45条）
- 附則